# Polyscias le-testui
Polyscias le-testui är en araliaväxtart som beskrevs av Cecil Norman. Polyscias le-testui ingår i släktet Polyscias och familjen Araliaceae. Inga underarter finns listade.